# Tarhos
Tarhos je vas na Madžarskem, ki upravno spada pod podregijo Békési Županije Békés.